# Chapultenango
Chapultenango es una localidad del estado mexicano de Chiapas, cabecera del municipio homónimo. 

## Toponimia
El nombre Chapultenango proviene del náhuatl y se interpreta como "lugar fortificado de los chapulines", en referencia al nombre popular de un insecto frecuente en la región.

## Historia
El convento de Nuestra Señora de la Asunción se fundó en 1590 y parece haber tenido cierta independencia administrativa con respecto a Tecpatán. Por las dimensiones  de la iglesia puede suponerse a gran número de feligreses y posiblemente también asistió el pueblo de Pichucalco, principalmente de San Antonio Nicapa y Sunuapa.  
El reparto agrario de Chapultenango (1915-1992) se desarrolló a través del control de los finqueros, quienes respaldados por las autoridades agrarias realizaron actos punitivos contra los campesinos e indígenas zoques. Estos actores fueron claves para definir la ocupación de tierras nacionales baldías ubicadas en las áreas más montañosas e inaccesibles del municipio como espacios de  colonización, en medio de tensiones y conflictos, desarrollándose complejas relaciones de dominación durante casi un siglo. En los 77 años que duró de manera oficial el reparto agrario mexicano, los campesinos de Chapultenango recibieron 20,219 has de tierras nacionales mediante 17 acciones agrarias (dotaciones y ampliaciones) con las que  se formaron 7 ejidos en explotación colectiva para 961 campesinos, perpetuándose este modo el sistema de la hacienda sobre las decisiones locales, sobre todo la producción agrícola y el control político.

### Hechos históricos
- 1590 Se construye el convento Nuestra Señora de la Asunción por la orden de los Domínicos.
- 1678 Chapultenango aparece como uno de los 13 pueblos zoques “bien administrados” por la Iglesia.
- 1890.- Llega la compañía deslindadora Mexican land Company para realizar los trabajos de deslindes de las tierras nacionales de Chapultenango.
- 1911. El Veracruzano Emilio Espinosa llega a Chapultenango con la proclama del Plan de San Luis para levantar en armas al pueblo; las tropas maderistas incendian el casco principal de la Finca Sonora.
- 1912. La propietaria de la finca La Sonora, Abelarda Gordillo pide al Presidente Francisco I. Madero, indemnización por los daños causados a la hacienda.
- 1916-1917 Las tropas zapatistas de Rafael Cal y Mayor llegan a Chapultenango para reclutar a los indígenas y avanzar hacia Ixtacomitán.
- 1928.- Al visitar el lugar, el geólogo alemán Frederick R. G. Mullerried concluye que el cerro conocido por los campesinos zoques como “Tziztun Cotzak” en realidad es el único volcán activo en el sureste de México.
- 1932 Inicia el reparto agrario en Chapultenango en medio de tensiones, conflictos y violencia entre campesinos zoques y finqueros de La Asunción, California, Monterrey y Sonora.[6]
- 1940.- Es asesinado el líder agrarista Ángel Varela, quien organizaba a los campesinos para ocupar las tierras nacionales libres de Chapultenango; otros 8 campesinos son asesinados por guardias blancas de los finqueros.
- 1952.- Los campesinos de la cabecera municipal de Chapultenango reciben la primera dotación de tierras, tras más de 50 años de gestión.
- 1966.- Un intento de rebelión dirigida por Gervasio Gómez Sánchez, termina con su asesinato[7]
- 1982.- El Volcán Chichonal realiza 4 erupciones entre los meses de marzo y abril, dejando 13 poblados sepultados; más de 2 mil muertos y 20 mil familias desplazadas, a partir del cual se funda nuevos centros de población en Veracruz, Guadalajara y Selva Lacandona.[8]

## Geografía
La localidad está ubicada en la posición 17°20′22″N 93°7′47″O / 17.33944, -93.12972, a una altitud de 641 m s. n. m.
Según la clasificación climática de Köppen, el clima corresponde al tipo Am - tropical monzónico).

## Demografía
Cuenta con 3498 habitantes lo que representa un incremento promedio de 1.1% anual en el período 2010-2020 sobre la base de los 3129 habitantes registrados en el censo anterior. Ocupa una superficie de 0.6091 km², lo que determina al año 2020 una densidad de 5742 hab/km².
| Gráfica de evolución demográfica de Chapultenango entre 2000 y 2020 |
|                                                                     |
| Fuente: Instituto Nacional de Estadística Geografía e Informática   |

En el año 2010 estaba clasificada como una localidad de grado alto de vulnerabilidad social.
La población de Chapultenango está mayoritariamente alfabetizada (7.86% de personas analfabetas al año 2020) con un grado de escolarización en torno de los 9 años. El 90.31% de la población es indígena.

## Atractivos culturales y turísticos
En la localidad de Chapultenango se puede admirar la iglesia y convento de la Asunción que data del siglo XVII, construida por la orden de los Dominicos quienes evangelizaron la región durante la conquista española. Actualmente es uno de los principales monumentos coloniales de Chiapas. Destacan también los barrios tradicionales de Chapultenango.
Anualmente se celebra el 15 de agosto la feria de la Asunción, el 13 de julio a San Antonio y el 29 de julio a San Pedro.
Son tradicionales los tamalitos de frijol y el atole de maíz con cacao, entre las costumbres esta siempre el clásico "torito", que es una estructura con pirotecnia que se acostumbra quemar durante la feria.

## Personajes ilustres
- Gervasio Gómez Sánchez(?-1966)
- Mikeas Sánchez, poeta zoque.(1980-presente)[14]